# Ембрі
Ембрі (англ. Embree) — містечко в Канаді, у провінції Ньюфаундленд і Лабрадор.

## Населення
За даними перепису 2016 року, містечко нараховувало 701 особу, показавши зростання на 1,4%, порівняно з 2011-м роком. Середня густина населення становила 38,6 осіб/км².
З офіційних мов обидвома одночасно володіли 5 жителів, тільки англійською — 680.
Працездатне населення становило 54,5% усього населення, рівень безробіття — 34,4% (39,4% серед чоловіків та 25% серед жінок). 88,5% осіб були найманими працівниками, а 4,9% — самозайнятими.
Середній дохід на особу становив $30 275 (медіана $24 096), при цьому для чоловіків — $38 376, а для жінок $22 283 (медіани — $33 536 та $18 240 відповідно).
29,2% мешканців мали закінчену шкільну освіту, не мали закінченої шкільної освіти — 29,2%, 41,6% мали післяшкільну освіту, з яких 12,8% мали диплом бакалавра, або вищий.
| Статево-вікова структура населення | Статево-вікова структура населення | Статево-вікова структура населення | Статево-вікова структура населення | Статево-вікова структура населення |
| ---------------------------------- | ---------------------------------- | ---------------------------------- | ---------------------------------- | ---------------------------------- |
|                                    |                                    |                                    |                                    |                                    |
| Всього                             | Всього                             | 49,3%50,7%                         |                                    |                                    |
| 0 — 14 років                       | 0 — 14 років                       |                                    | 13,4%                              | 13,4%                              |
| 15 — 64 років                      | 15 — 64 років                      |                                    | 62%                                | 62%                                |
| 65 і більше                        | 65 і більше                        |                                    | 24,6%                              | 24,6%                              |
| 85 і більше                        | 85 і більше                        |                                    | 2,8%                               | 2,8%                               |
| Середній вік (років)               | Середній вік (років)               | 46,047,0                           | 46,5                               | 46,5                               |
| Медіана (років)                    | Медіана (років)                    | 49,250,8                           | 50,0                               | 50,0                               |
| — чоловіки — жінки                 |                                    |                                    |                                    |                                    |

| Походження мешканців:     | Походження мешканців:     | Походження мешканців: | Походження мешканців: | Походження мешканців: |
| ------------------------- | ------------------------- | --------------------- | --------------------- | --------------------- |
| Походження                |                           |                       | осіб                  | %                     |
| Корінні американці        | Корінні американці        |                       | 55                    | 8.59%                 |
| Інше північноамериканське | Інше північноамериканське |                       | 505                   | 78.91%                |
| Європейське               | Європейське               |                       | 190                   | 29.69%                |
| британське                | британське                |                       | 190                   | 29.69%                |
| французьке                | французьке                |                       | 30                    | 4.69%                 |

| Зайнятість населення за галузями (за класифікацією NOC): | Зайнятість населення за галузями (за класифікацією NOC): | Зайнятість населення за галузями (за класифікацією NOC): | Зайнятість населення за галузями (за класифікацією NOC): | Зайнятість населення за галузями (за класифікацією NOC): |
| -------------------------------------------------------- | -------------------------------------------------------- | -------------------------------------------------------- | -------------------------------------------------------- | -------------------------------------------------------- |
|                                                          |                                                          |                                                          |                                                          |                                                          |
| Управління                                               | Управління                                               |                                                          | 7%                                                       | 7%                                                       |
| Бізнес, фінанси та адміністрування                       | Бізнес, фінанси та адміністрування                       |                                                          | 3,5%                                                     | 3,5%                                                     |
| Природничі та прикладні науки                            | Природничі та прикладні науки                            |                                                          | 5,3%                                                     | 5,3%                                                     |
| Охорона здоров'я                                         | Охорона здоров'я                                         |                                                          | 8,8%                                                     | 8,8%                                                     |
| Освіта, правозахист, муніципальні та урядові служби      | Освіта, правозахист, муніципальні та урядові служби      |                                                          | 7%                                                       | 7%                                                       |
| Роздрібна торгівля та послуги                            | Роздрібна торгівля та послуги                            |                                                          | 33,3%                                                    | 33,3%                                                    |
| Гуртова торгівля, транспорт та обладнання                | Гуртова торгівля, транспорт та обладнання                |                                                          | 31,6%                                                    | 31,6%                                                    |
| Природні ресурси, сільське господарство                  | Природні ресурси, сільське господарство                  |                                                          | 3,5%                                                     | 3,5%                                                     |

## Клімат
Середня річна температура становить 3,9°C, середня максимальна – 19,5°C, а середня мінімальна – -12,6°C. Середня річна кількість опадів – 1 102 мм.
| Клімат поселення                              | Клімат поселення | Клімат поселення | Клімат поселення | Клімат поселення | Клімат поселення | Клімат поселення | Клімат поселення | Клімат поселення | Клімат поселення | Клімат поселення | Клімат поселення | Клімат поселення | Клімат поселення |
| Показник                                      | Січ.             | Лют.             | Бер.             | Квіт.            | Трав.            | Черв.            | Лип.             | Серп.            | Вер.             | Жовт.            | Лист.            | Груд.            |                  |
| Середній максимум, °C                         | −2,41            | −2,83            | 0,96             | 6,23             | 11,03            | 15,78            | 19,48            | 19,16            | 14,96            | 9,82             | 5,11             | −0,32            |                  |
| Середня температура, °C                       | −7,24            | −7,68            | −3,89            | 1,40             | 6,18             | 10,93            | 16,01            | 15,69            | 11,49            | 6,36             | 1,67             | −3,79            |                  |
| Середній мінімум, °C                          | −12,08           | −12,56           | −8,73            | −3,43            | 1,33             | 6,08             | 12,56            | 12,23            | 8,03             | 2,91             | −1,8             | −7,24            |                  |
| Норма опадів, мм                              | 94               | 87               | 88               | 78               | 82               | 85               | 85               | 102              | 102              | 106              | 97               | 96               |                  |
| Середньомісячна швидкість вітру, м/с          | 6.70             | 6.30             | 6.12             | 5.70             | 5.20             | 4.96             | 4.60             | 4.70             | 5.28             | 5.82             | 6.40             | 6.78             |                  |
| Середньомісячна сонячна радіація, кДж/м²·день | 3704             | 6671             | 10687            | 14303            | 17334            | 19008            | 18783            | 15752            | 11557            | 6810             | 3829             | 2798             |                  |
| --------------------------------------------- | ---------------- | ---------------- | ---------------- | ---------------- | ---------------- | ---------------- | ---------------- | ---------------- | ---------------- | ---------------- | ---------------- | ---------------- | ---------------- |
| Джерело:                                      |                  |                  |                  |                  |                  |                  |                  |                  |                  |                  |                  |                  |                  |